# Dióxido de nitrógeno
El dióxido de nitrógeno u óxido de nitrógeno(IV) (NO2), es un compuesto químico formado por los elementos nitrógeno y oxígeno que a una atmósfera de presión y 25 °C se presenta como un gas de color pardo-rojizo y olor sofocante (p.f., −11 °C; p.e., 21 °C). La molécula es angular y paramagnética. Tiene utilidad industrial como como agente oxidante y como producto intermedio en la síntesis de ácido nítrico, punto de partida en la producción de  fertilizantes nitrados (amonitro, nitrato potásico y sus variantes). El dióxido de nitrógeno es tóxico por inhalación y corrosivo, produciendo importantes daños en los pulmones, llegando a ser mortal si se inhala en grandes cantidades. También se forma como subproducto en los procesos de combustión a altas temperaturas, como en los motores de vehículos de combustión interna y las plantas eléctricas de energía térmica. Por ello es un contaminante frecuente en zonas urbanas.

## Propiedades físicas
El dióxido de nitrógeno es un gas de color marrón rojizo con un olor fuertemente penetrante y acre. A temperatura por debajo de 21,2 °C ( 294,3 K) se encuentra es estado líquido, mostrando un color más claro, entre marrón y amarillo. Dependiendo de la presión y de la temperatura el dióxido de nitrógeno se encuentra en  un equilibrio con su dímero, el tetróxido de dinitrógeno (N2O4) y en estado sólido se convierte casi por completo en N2O4  (p. f. −11,2 °C ; 261,9 K). A nivel molecular, presenta estructura angular con el átomo de nitrógeno en el centro y ángulo de 134°. La longitud de enlace entre el átomo de nitrógeno y el átomo de oxígeno de 119,7 pm. Esta longitud de enlace es consistente con un orden de enlace entre uno y dos.
En estado libre, la molécula de NO2 presenta paramagnetismo, pero se convierte en diamagnética cuando se dimeriza formando N2O4. El color marrón rojizo se debe a la absorción de radiación luminosa preferentemente en la región azul del espectro visible (400-500 nm), aunque la absorción se extiende por todo el espectro visible (en longitudes de onda más cortas) y hasta el infrarrojo (en longitudes de onda más largas). La absorción de luz en longitudes de onda inferiores a unos 400 nm produce fotólisis (para formar NO + O, oxígeno atómico); en la atmósfera, la adición del átomo de oxígeno así formado al O2 produce ozono.

## Obtención
Industrialmente, el dióxido de nitrógeno se produce y transporta como su dímero líquido criogénico, el tetróxido de dinitrógeno (N2O4) y constituye la primera etapa en el método de Ostwald para la obtención industrial del ácido nítrico. La obtención se lleva a cabo mediante oxidación del amoniaco, que tiene lugar en dos pasos:
{\displaystyle {\ce {4NH3(g) + 5O2 (g) -> 4 NO(g) + 6 H2O(g)}}}
{\displaystyle {\ce {2NO(g) + O2(g) -> 2NO2(g)}}}
También se puede producir mediante la oxidación del cloruro de nitrosilo:
{\displaystyle {\ce {2NOCl + O2 -> 2NO2 + Cl2}}}

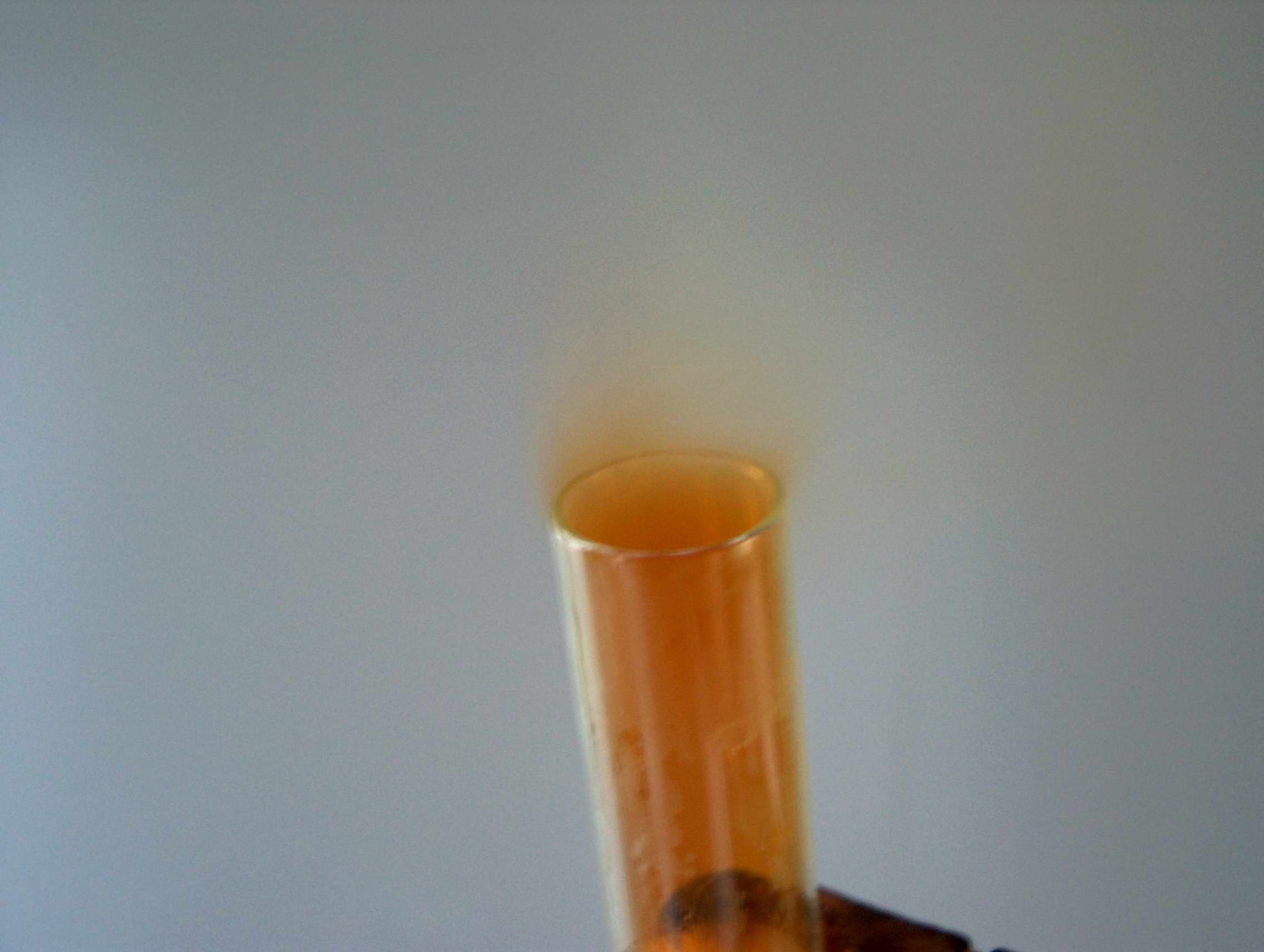
Dióxido de nitrógeno obtenido en una probeta.

A escala de laboratorio, la mayoría de las veces se obtiene por descomposición del ácido nítrico. Esta puede llevarse a cabo mediante calentamiento del ácido nítrico concentrado o reacción de dicho ácido concentrado con metales poco reductores (metales nobles o seminobles, como por ejemplo el cobre).
{\displaystyle {\ce {Cu + 4HNO3 -> Cu(NO3)2 + 2NO2 + 2H2O}}}
También es posible obtenerlo mediante la descomposición térmica de algunos nitratos metálicos, como por ejemplo el nitrato de plomo.
{\displaystyle {\ce {2Pb(NO3)2 -> 2PbO + 4NO2 + O2}}}

## Reactividad química
El dióxido de nitrógeno es una sustancia muy reactiva, destacando por sus propiedades oxido-reductoras, las cuales están implicadas en muchos de los procesos químicos en los que anteviene el  NO2 empezando por la reacción de solubilización en agua, que es una dismutación del N(IV)  del NO2 para formar ácido nítrico, en la que el nitrógeno pasa al estado de oxidación N(V) y monóxido de nitrógeno con el nitrógeno reducido al estado de oxidación N(II)
{\displaystyle {\ce {3NO2 + H2O -> 2HNO3 + NO}}}
Esta reacción tiene interés industrial ya que es uno de los pasos del proceso de Ostwald para la producción de ácido nítrico a partir de amoníaco.
El mismo dióxido de nitrógeno, muy inestable a temperaturas superiores a las del ambiente, se descompone, mediante otra reacción redox para reducirse a NO y eliminar oxígeno molecular. El proceso es endotérmico y tiene lugar a unos 150 °C
{\displaystyle {\ce {2NO2 -> 2NO + O2}}}
El dióxido de nitrógeno reacciona con los óxidos básicos de metales para forma los correspondientes nitratos, siendo esta reacción una de las utilizadas para obtener nitratos metálicos anhidros. Denominando M a un metal divalente:
{\displaystyle {\ce {MO + 3NO2 -> M(NO3)2 + NO}}}
Los yoduros de alquilo y metálicos producen los nitratos correspondientes:
{\displaystyle {\ce {TiI4 + 8NO2 -> Ti(NO3)4 + 4NO + 2I2}}}
El dióxido de nitrógeno está en equilibrio con el tetraóxido de dinitrógeno (N2O4). El equilibrio es desplazado por las bajas temperaturas o las altas presiones hacia el lado del dímero.
Por irradiación el dióxido de nitrógeno puede liberar un átomo de oxígeno altamente reactivo que da lugar a la formación del ozono troposférico y al esmog fotoquímico.

## Presencia ambiental
El dióxido de nitrógeno se encuentra presente en pequeñas cantidades en la atmósfera terrestre, pudiendo encontrarse tanto a nivel troposférico como estratosférico. Su presencia puede ser debida a causas causas naturales, como la entrada desde la estratosfera, la respiración bacteriana, los volcanes y los rayos. Estas fuentes convierten al NO2 en un gas traza en las capas inferiores de la atmósfera, donde participa en la absorción de la luz solar ultravioleta y la regulación de la química de la troposfera, especialmente en la determinación de las concentraciones de ozono. Su presencia natural a menudo se encuentra relacionada con la presencia de otros óxidos de nitrógeno, ya que habitualmente se produce por oxidación de estos, como por ejemplo, mediante oxidación del monóxido de nitrógeno por el mismo oxígeno del aire.
{\displaystyle {\ce {2NO + O2 -> 2NO2}}}